# Versols-et-Lapeyre
 Versols-et-Lapeyre  là một xã ở tỉnh Aveyron, thuộc vùng Occitanie ở miền nam nước Pháp.